# Небесный остров (форма рельефа)
Небесный остров, небесные острова (англ. Sky island; исп. Islas serranas) — так в англоязычной и испаноязычной географии называют изолированные горы, окружённые радикально отличающимися низменностями. Первоначально этот термин относился к горам Мексиканского плато, но позднее распространился на аналогичные изолированные высокогорные леса. Изоляция имеет значительные последствия для этих естественных местообитаний. Юго-Запад США начал заметно нагреваться примерно между 20-м и 10-м тысячелетием до нашей эры, температура воздуха повышалась, что привело к образованию обширных пустынь, окруживших «небесные острова». Эндемизм, высотная миграция и реликтовые популяции — вот некоторые из природных явлений, которые можно встретить на небесных островах.
Небесный остров — это тип горного хребта, который характеризуется физической изоляцией. Небесные острова выделяются на фоне окружающего ландшафта. Это небольшие, но высокие горы, которые отделены от других горных хребтов и возвышаются над гораздо более плоскими и низкими возвышенностями.
Сложная динамика видового богатства на «небесных островах» привлекает внимание со стороны учёных-биогеографов, и точно так же биоразнообразие представляет интерес для биологии охраны природы. Одним из ключевых элементов «небесного острова» является физическое расстояние от других горных хребтов, в результате чего образуется остров обитания, такой как лес, окружённый пустыней.
Некоторые «небесные острова» служат убежищами для бореальных видов, оказавшихся в тяжёлом положении из-за потепления со времён последнего ледникового периода. В других случаях локализованные популяции растений и животных имеют тенденцию к видообразованию, подобно океаническим островам, таким как Галапагосские острова в Эквадоре.

## Этимология
Герпетолог Эдвард Тейлор представил концепцию «островов» на Мексиканском плато в 1940 году на 8-м Американском научном конгрессе в Вашингтоне. Его реферат на эту тему был опубликован в 1942 году.
Концепция «небесного острова» была позже применена в 1943 году, когда Нэтт Додж в статье в журнале Arizona Highways назвал горы Чирикауа на юго-востоке Аризоны «горным островом в пустынном море».
Примерно в то же время этот термин начал использоваться для обозначения высокогорных, не покрытых ледниками, древних топографических форм рельефа на хребте Сьерра-Невада (Калифорния).
Этот термин был популяризирован писателем-натуралистом Уэлдоном Хилдом, жителем юго-восточной Аризоны. В своей книге 1967 года «Небесный остров» он продемонстрировал концепцию, описав поездку из поселения Родео (штат Нью-Мексико) в западной части пустыни Чиуауа, к вершине в горах Чирикауа, расположенной в 56 км от гостиницы и на 1700 м выше по высоте, поднимаясь от жаркой пустыни, через луга, затем через дубово-сосновый лес, сосновый бор и, наконец, елово-пихтово-осиновый лес.
Примерно в то же время идея гор как островов обитания утвердилась среди учёных и была использована такими писателями, как Дэвид Куаммен и Джон МакФи. Эта концепция относится к изучению островной биогеографии. Она не ограничивается горами на юго-западе Северной Америки, но может быть применена к горам, нагорьям и горным массивам по всему миру.

## Описание
Мадрейские небесные острова, вероятно, являются наиболее изученными объектами такого типа в мире. Расположенные в американских штатах Нью-Мексико и Аризона, а также в мексиканских штатах Чиуауа и Сонора, эти многочисленные горы образуют звенья цепи, соединяющей северную оконечность Западной Сьерра-Мадре и южную часть плато Колорадо. Небесные острова центральных и северных гор США часто называют островными хребтами, особенно среди населения, находящегося в пределах видимости таких горных островов, окруженных равнинами, как те, что находятся в горах Уичито на юго-западе Оклахомы.
Ещё несколько примеров небесных островов севера США: горы Крейзи, Касл, Бэрс-По, Хайвуд и Литл-Рокки — все в штате Монтана. Каждый из этих хребтов покрыт лесом и имеет тундру и снежный покров выше линии деревьев, но не соединён ни с каким другим хребтом лесистыми «переходами»; хребты полностью окружены безлесной прерией и/или полузасушливыми кустарниковыми зонами ниже. Другими хорошо известными «небесными островами» Северной Америки являются горные леса Большого Бассейна, такие как Белые горы в Калифорнии и горы Спринг близ Лас-Вегаса (Невада). Одним из уникальных аспектов небесных островов приграничного региона США и Мексики является сочетание флористических сходств, то есть деревья и растения более высоких возвышенностей более характерны для северных широт, в то время как флора более низких возвышенностей связана с пустыней и горами южнее. На небесных островах произрастают редкие растения и обитают редкие животные, например: горная юкка, рыжая белка горы Грэм, саламандра горы Хемес.
Некоторые горные виды, по-видимому, эволюционировали в пределах своего нынешнего ареала, адаптируясь к местной среде обитания, — это, например, землеройка горы Лайелл. Однако также было отмечено, что некоторые изолированные горные экосистемы имеют тенденцию со временем терять виды, возможно, потому, что небольшие изолированные популяции уязвимы перед силами вымирания, а изоляция среды обитания снижает возможность колонизации новыми видами. Горный перепел в тёплое время года живёт на небесных островах, а когда выпадает снег, мигрирует, но не на юг, а вниз.
В то же время фиксируется такой факт: долины между относительно недалеко расположенными небесными островами являются не только барьерами для биологического рассеивания, но и наоборот, путями миграций. Это относится, например, к медному трогону и коати.

## Известные «небесные острова»
По зоогеографическим и флористическим областям суши Земли

### Афротропика
- Кал-Мадоу[англ.]
- Камерунские высокогорные леса
- Горные леса Камеруна и Биоко
- Эфиопское нагорье
- Зелёная гора на острове Вознесения
- Килиманджаро
- Рувензори
- Горонгоза[англ.]
- Гвинейское нагорье
  - хребет Нимба[англ.]

### Австралийская область
- Вильгельм
- Таранаки
- Уаитакере

### Индомалайская зона
- Джераи[англ.]
- Фаншипан
- Юйшань
- Кинабалу
- Нат-Ма-Таунг[англ.]
- Центральное плато (Вьетнам)
- Титивангса
- Западные Гаты

### Неарктика
- Анимас[англ.]
- Блэк
- Капитан[англ.]
- Чисос[англ.]
- Сан-Франциско-Пикс[англ.]
- Чуска[англ.]
- Горные леса Большого Бассейна[англ.]
- Дейвис
- Гваделупа[англ.]
- Сан-Джасинто
- Мадрейские небесные острова[англ.]
- Мансано[англ.]
- Могольон[англ.]
- Оскура[англ.]
- Олимпик
- Пелонсильо
- Кварц[англ.]
- Сакраменто[англ.]
- Сан-Огастин[англ.]
- Сандия
- Спринг[англ.]
- Тейлор[англ.]
- Уичито[англ.]

### Неотропика
- Сьерра-де-ла-Лагуна[англ.]
- Сьерра-де-Хуарес
- Сьерра-де-Сан-Педро-Мартир
- Серра-ду-Мар
- Баоруко[англ.]
- Кордильера-Сентраль[англ.]
- Массиф-де-ла-Отте[англ.]
- Шайне-де-ла-Селле[исп.]
- Сьерра-де-Тамаулипас[англ.]
- Венесуэльский прибрежный хребет[англ.]

### Палеарктика
- Аир
- Алтайские горы
- Байкальский хребет
- Кавказские горы
- Тибести
- Тянь-Шань